# Alain Hubert
Pour les articles homonymes, voir Hubert.
Alain Hubert, né le 11 septembre 1953 à Schaerbeek (Bruxelles) est un explorateur polaire belge, guide de haute-montagne (UIAGM), guide polaire (IPGA), ingénieur civil, entrepreneur, écrivain et ambassadeur de l'UNICEF pendant 14 ans.

## Biographie
Alain Hubert, né le 11 septembre 1953 à Schaerbeek, est issu d'une famille de brasseur de bières. Il est père de 3 enfants.
Il fait des études secondaires en latin-grec à Bruxelles. Adolescent, il fréquente pendant dix ans l'Académie de musique et des arts. Il découvre la montagne avec ses parents au cours d'une randonnée et se découvre une passion pour les grands espaces et les sports extrêmes en milieu montagneux.
Parallèlement, il fait des études d'ingénieur civil à l'Université catholique de Louvain (UCL) dont il sort diplômé en 1977. Professionnellement, il crée une entreprise coopérative de construction spécialisée en menuiserie-ébénisterie (Cherbai) et s'établit pour cela dans les Ardennes belges.
Il effectue dans un premier temps des ascensions de haut niveau et des premières dans les Alpes. Il effectue ainsi en 1983 la première ascension hivernale de la face nord de la Grande dent de Veisivi avec André Georges. Il parcourt ensuite les massifs montagneux des autres continents. De 1983 à 2004, il réalise notamment des ascensions en haute altitude dans l'Himalaya à l'Ama Dablam (6 858 m), au Cho Oyu (8 201 m) et sur d'autres continents au mont McKinley (6 190 m) en Alaska, dans les Andes et en Patagonie. Il combine ces activités sportives avec des recherches scientifiques.
Les expéditions et la recherche polaire prendront progressivement une part de plus en plus importante dans ses activités : le pôle Nord en 1994, le pôle Sud en 1998. Avec son compagnon d'expédition Dixie Dansercoer, il organise et effectue la plus longue traversée à skis du continent antarctique en 1997-1998 à l'aide entre autres d'une nouvelle sorte de voile préfigurant le kitesurf moderne ainsi que la traversée à pied et à skis de la Sibérie jusqu'au Groenland en passant par le pôle Nord en 2007.
Au cours de ces explorations des deux pôles, il est sensible à l'effet des changements climatiques particulièrement significatifs aux pôles et se mobilise pour cette cause. Il collabore avec des équipes de recherche variées pour, au cours de ces expéditions, rassembler des données scientifiques.
Dans cette optique, il fonde en 2002 et préside la Fondation polaire internationale (IPF), dont le but est d'informer et d'éduquer sur l'importance des sciences polaires dans la compréhension des changements climatiques et ce, pour une meilleure efficacité des actions à engager au plus vite pour la construction d'une société plus soutenable.
Dans l'esprit des premiers explorateurs polaires, Adrien de Gerlache de Gomery et Gaston de Gerlache de Gomery, il relance la recherche belge dans le continent antarctique. Durant les hivers 2007 à 2010, il dirige et finance à l'aide de fonds privés des missions de quatre mois pour la construction et la mise en service au pôle Sud de la nouvelle station antarctique belge Princesse Élisabeth qui remplace la base antarctique roi Baudouin. Cette station est la première base polaire de recherche scientifique « zéro émission » en Antarctique, conçue dans l'esprit du Protocole de Madrid instaurant en 1992 les règles environnementales les plus strictes à ce jour pour ce continent géré par le Traité Antarctique. Il en assure aujourd'hui la maintenance et la responsabilité des expéditions scientifiques dans le cadre d'un partenariat privilégié entre l'État belge et la Fondation polaire internationale (IPF).

En 2010, la fondation cède la station à l'État belge dans le cadre d'un partenariat privilégié avec la condition « sine qua non » qu'elle en soit l'opérateur pour la maintenance et la conduite des opérations scientifiques,.
 En 2015, le Conseil des ministres belge a décidé de suspendre sa coopération avec lui en raison d'accusations de conflits d'intérêts et d'incertitudes financières formulées par le directeur de l'administration de la politique scientifique, en décembre 2013. Ces accusations ont été depuis déclarées infondées par la Chambre du Conseil du Tribunal de première instance francophone de Bruxelles, dans une ordonnance de non-lieu rendue le 5 janvier 2021. 
En 2016, le Conseil d'État invalide les décisions du Gouvernement. En raison de sa gestion désastreuse, la Ministre Elke Sleurs est remplacée au gouvernement par Zuhal Demir. Peu après, un nouvel accord entre l’État belge et Alain Hubert est entériné, accord qui réinstaure la Fondation polaire internationale comme unique opérateur de la station pour au moins huit années et Alain Hubert comme responsable de la gestion des missions à la station antarctique Princesse Élisabeth.
Alain Hubert est l'auteur de plusieurs livres et publications. Il a donné de nombreuses conférences consacrées à l'exploration avec une orientation écologique. Plusieurs films primés dans des festivals de montagne et d'aventure relatent ses expéditions et il a été l'objet de nombreux reportages.

## Expéditions

### Alpinisme
- 1983 : première ascension de l'arête est de l'Ama Dablam (6 858 m), Népal avec André Georges.
- 1987 : tentative d'ascension en solitaire de la face sud-ouest du Kanchenjunga (8 491 m), Népal
- 1989 : tentative d'ascension hivernale de la face sud-est du Cho Oyu (8 201 m), Népal
- 1990 : ascension de la face nord-ouest du Cho Oyu (8 201 m), Tibet
- 1991, 1992, 1993, 1994,1996,1999 : tentatives d'ascension de l'Everest (8 846 m), Tibet, Népal
- 2001 : tentative d'ascension du Gasherbrum I (8 064 m) et Gasherbrum II (8 130 m), Pakistan
- 2003 : ascension du Mustagh Ata (7 750 m), Chine - Xingjang
- 2004 : ascension du mont McKinley (6 187 m), Alaska
- 2004 : ascension en solitaire de la face est du Mont Cook (3 754 m), Nouvelle-Zélande

### Expéditions polaires
- 1991 : expédition polaire sur l'Île de Baffin, Traversée de 600 km, Nord-Est Canada
- 1994 : première traversée belge à ski en autonomie de la terre d'Ellesmere jusqu'au pôle Nord géographique (avec Didier Goetghebuer), 76 jours, 760 km parcouru sur l'océan arctique
- 1997-1998 : record de traversée du continent antarctique à pied et à ski par traction éolienne (avec Dixie Dansercoer), 99 jours sur une distance de 3 924 km[9]
- 2000-2001 : première ascension du sommet sud du Holtanna, Antarctique
- 2001-2015 : divers treks au pôle Nord en tant que guide (The Last degree, Arctic Ocean)
- 2002 : tentative de traversée de l'Arctique des îles de Nouvelle Sibérie jusqu'au Canada, 68 jours
- 2003 : ascension du Mont Vinson 4 897 m, Antarctique
- De 2004 à 2015 : ascension du Wideroefjellet 2 998 m, ainsi qu'une douzaine d'autres sommets de la Terre de la Reine-Maud, Antarctique
- 2007 : traversée arctique de la Sibérie au Groenland à pied (avec Dixie Dansercoer), 106 jours, 1 800 km, Océan arctique[10]
- Depuis 2007 : chef des expéditions belges en Antarctique durant les campagnes d'été (BELARE)

## Distinctions et hommages
- 2003 :  Grand officier de l'ordre de la Couronne.
- 2003 : International Georges Lemaître Award - pour services rendus à la science, Institut Georges Lemaître, UCL.
- 2008 : Climate Change Award, Fondation Albert II de Monaco - pour sa clairvoyance et son engagement dans le domaine des changements climatiques, Monaco.
- 2009 : Docteur honoris causa, Université de Hasselt, Belgique[11].
- 2009 : Harvard Leadership Award - pour avoir adressé les questions liées aux changements climatiques avec une approche innovative et scientifique, Harvard Club of Belgium.
- 2012, l'Athénée de Pepinster est renommé « Athénée royal Alain Hubert ».
- 2015 : Geographical Award, Royal Geographical Society - en reconnaissance de ses multiples avancées  pour favoriser la compréhension de la recherche scientifique polaire en Antarctique, Royaume-Uni.
- 2023 : Prix de la Belgica (médaille d'or), remis par l'Académie royale des sciences, des lettres et des beaux-arts de Belgique[12] -  pour ses expéditions polaires exceptionnelles qui ont aidé à la réalisation de certains programmes scientifiques, mais également comme initiateur de la base belge « Princesse Elisabeth », première station « zéro émission » donnant ainsi une vigoureuse impulsion à la recherche antarctique belge[13].

## Publications
- L'Enfer blanc. Expédition au pôle Nord (avec Didier Goetghebuer). Ed Labor, Bruxelles, 1994.
- Chaos sur la banquise. L'expédition arctique de 2002 (avec Dixie Dansercoer). Ed. Van Hallewyck et Labor, Bruxelles, 2002.
- Cent jours pour l'Antarctique. La grande traversée (avec Dixie Dansercoer). Ed. Van Hallewyck et Labor, Bruxelles, 1998.
- In the teeth of the wind, the great crossing. Blutisham Book, London, 2001.
- Le testament des glaces, Coffret multi DVD, Michel de wouters productions, Bruxelles, 2005.
- Deux pôles, un rêve, Arthaud, Paris, 2004.
- La décision, entre passion et raison (avec Jean Mossoux), De Boeck, Bruxelles, 2006.
- L'appel des glaces, Mardaga, Bruxelles, 2007.

## Filmographie et multimédia
- 1998 : Antarctica.org (Alain Hubert et Dixie Dansercoer), documentaire sur la traversée du continent antarctique. Toison d'or au festival Les Écrans de l'aventure à Dijon (France) in 1999 et premier prix du Festival du film de montagne à Trente (Italie) en 2001.
- 2002 : Des manchots aux kiwis : projet scolaire.
- 2002 : Chaos sur La Banquise, documentaire sur la tentative de la plus longue traversée de l'Arctique.
- 2010 : Princess Élisabeth.
- Février 2023 : Quel temps pour la planète (RTBF) sur Alain Hubert.
- Pole to pole : DVD multilingue sur les expéditions polaires et quelques suppléments (musique de film, photos, sujets et vidéos d'animation sur la Fondation polaire internationale).
- Site internet de l'International Polar Fondation : http://www.explorapoles.org/

## Autres projets
- Ambassadeur national de l'UNICEF[2] de 2000 à 2014, Alain Hubert est aujourd'hui « Special Advisor » pour l'UNICEF
- Alain Hubert est ambassadeur pour Rolex depuis 1999